# Хульберт, Гомер
Гомер Безалеель Хульберт (англ. Homer Bezaleel Hulbert; 26 января 1863, Нью-Хейвен — 5 августа 1949, Сеул) — американский миссионер, журналист и активист. Выступал за независимость Кореи.

## Биография
Гомер Хульберт родился в 1863 году в семье Кэвина Хульберта. В 1884 году он поступил в Нью-Йоркскую объединённую теологическую семинарию. В 1886 году Гомер вместе с двумя инструкторами посетил империю Чосон, чтобы преподавать английский язык в Королевской школе.
В 1901 году основал журнал The Korea Review. До 1905 года его отношение к японскому вмешательству в дела Кореи было позитивным, поскольку он воспринимал японцев как проводников реформ, в отличие от России, которую считал реакционной. Он изменил свою позицию в сентябре 1905 года, когда раскритиковал планы Японии превратить Корейскую империю в японский протекторат. Ушел в отставку с должности учителя средней школы, и в октябре 1905 года отправился в Соединённые Штаты в качестве эмиссара императора Коджона, чтобы выразить протест против действий Японии.
Вернулся в Корею в 1906 году и в июне 1907 года был отправлен на Вторую международную мирную конференцию в Гааге в составе секретной делегации от императора Коджона. Корейская делегация не смогла получить признания со стороны других мировых держав, и японцы использовали действия императора в качестве предлога для того, чтобы заставить его отречься от престола.
В своей книге 1906 года «Прохождение Кореи» (англ. The Passing of Korea), Гомер критиковал действия японцев. Он был не столько теоретически против колониализма, сколько обеспокоен тем, что модернизация в условиях светской Японии уступает модернизации, вдохновляемой христианством. Он был выслан японским генералом-резидентом из Кореи 8 мая 1907 года.
Гомер внёс вклад в изучение хангыля, исследовал орфографию и грамматику хангыля вместе с Чу Сигён.
Ли Сын Ман, один из его учеников, в 1948 году стал президентом Южной Кореи и пригласил Гомера назад. По пути в Корею Хульберт заболел пневмонией и умер. На его могиле написано: «Я бы предпочел быть похороненным в Корее, чем в Вестминстерском аббатстве».
Он был награжден Правительством Кореи орденом «За заслуги в создании государства». В его честь была установлена статуя в Сеуле, это единственный памятник американцу в Сеуле.